# Didi Pattirane
Claude „Didi“ Pattirane (* 1930 oder 1931; † 21. Februar 2021) war ein indonesischer Jazz- und Unterhaltungsmusiker (Gitarre, Piano, Vibraphon, auch Komposition), der als Pionier des Jazz in seiner Heimat Indonesien gilt.

## Leben und Wirken
Pattirane, dessen Hauptinstrumente Gitarre, Piano und Vibraphon waren, spielte außerdem Geige, hawaiianische Stahlgitarre, Bass und Schlagzeug. In seinem frühen Jahren galt er als einer der einflussreichsten Musikkünstler des Landes. Er legte Schallplatten vor, wie Dajung Sampan (1959). Er kam 1964 in die Vereinigten Staaten, um auf der New York Worlds Fair aufzutreten. Während seines Engagements trat er auch im Hawaii Kai Restaurant am Broadway auf, wo er hawaiianische und Jazzgitarre spielte. Er entschied sich dann, seine Karriere in New York fortzusetzen, wo er mit Musikern wie Les Paul, Jimmy Smith, Zoot Sims, Herbie Mann, George Benson, Monty Alexander und Reggie Workman zusammenarbeiten konnte. 1969 trat Pattirane mit seiner Band in dem Kriminalfilm Stiletto (Regie Bernard L. Kowalski) von 1969 auf. In den 1970er-Jahren spielte er in den Bands von Frank Sinatra, Bob Hope und Benny Goodman, in den 1980er-Jahren begleitete er Cissy Houston und Bette Midler. Er war des Weiteren Sänger und Leadgitarrist des Lester Lanin Orchestra beim Empfang im Rahmen der Hochzeit Dianas mit Prinz Charles 1981 und trat auch bei den Amtseinführungen der US-Präsidenten Jimmy Carter, Ronald Reagan und Bill Clinton mit dem Meyer Davis Orchestra auf. Ferner spielte er 25 Jahre lang auf Tony-Awards-Empfangspartys und trat bis 2012 professionell auf, bevor er seine Karriere beendete. Zuletzt lebte er in einem jüdischen Altersheim in Manhattan.